# Bradley Gushue
Bradley Raymond Gushue (conocido como Brad Gushue; San Juan de Terranova, 16 de junio de 1980) es un deportista canadiense que compite en curling.
Participó en dos Juegos Olímpicos de Invierno, obteniendo dos medallas, oro en Turín 2006 y bronce en Pekín 2022, ambas en la prueba masculina.
Ganó cinco medallas en el Campeonato Mundial de Curling entre los años 2017 y 2024, y dos medallas de oro en el Campeonato Pan Continental de Curling Masculino, en los años 2022 y 2023.

## Palmarés internacional
| Juegos Olímpicos           | Juegos Olímpicos           | Juegos Olímpicos  | Juegos Olímpicos |
| Año                        | Lugar                      | Medalla           | Prueba           |
| -------------------------- | -------------------------- | ----------------- | ---------------- |
| 2006                       | Turín (Italia)             | Medalla de oro    | Equipo           |
| 2022                       | Pekín (China)              | Medalla de bronce | Equipo           |
| Campeonato Mundial         |                            |                   |                  |
| Año                        | Lugar                      | Medalla           | Prueba           |
| 2017                       | Edmonton (Canadá)          | Medalla de oro    | Equipo           |
| 2018                       | Las Vegas (Estados Unidos) | Medalla de plata  | Equipo           |
| 2022                       | Las Vegas (Canadá)         | Medalla de plata  | Equipo           |
| 2023                       | Ottawa (Canadá)            | Medalla de plata  | Equipo           |
| 2024                       | Schaffhausen (Suiza)       | Medalla de plata  | Equipo           |
| Campeonato Pan Continental |                            |                   |                  |
| Año                        | Lugar                      | Medalla           | Prueba           |
| 2022                       | Calgary (Canadá)           | Medalla de oro    | Equipo           |
| 2023                       | Kelowna (Canadá)           | Medalla de oro    | Equipo           |